# Катедра по славянски литератури, Софийски университет
Катедрата по славянски литератури в Софийския университет „Св. Климент Охридски“ е самостоятелно научно звено към Факултета по славянски филологии. Независим статут получава през 1953 г. Дотогава преподаването на славянски литератури и администрирането на дисциплините се извършва в рамките на Филологическия факултет на университета.
С Катедрата са свързани дейността и преподаването на славянски литератури в СУ на редица крупни български учени и общественици. Сред най-известните от тях са професорите Боян Пенев, Куйо Куев, Емил Георгиев, Боян Ничев, Иван Павлов., проф. дфн Панайот Карагьозов, проф. дфн Боян Биолчев, проф. дфн Калина Бахнева.
Катедрата по славянски литератури днес е съставно академично звено, осигуряващо съществена част от обучението на специалността „Славянска филология“ в СУ. Преподаватели от Катедрата водят дисциплините история на славянските литератури, история на чешката, полската, сръбската, хърватската, украинската и словашката литература, история на балканските литератури, исторически и културни реалии на Чехия, Полша, Сърбия, Хърватия, Словения, Украйна, Словакия.
Настоящ ръководител на катедрата е доц. д-р Ина Христова.
Настоящи преподаватели в Катедрата са:
- проф. дфн Панайот Карагьозов (история на славянските литератури)
- проф. дфн Калина Бахнева (история на славянските литератури; история на полската литература)
- доц. д-р Ина Христова (история на сръбската, хърватската и словенската литература)
- доц. д-р Добромир Григоров (история на чешката и словашката литература; история на славянските литератури)
- доц. д-р Ани Бурова (история на чешката литература; история на славянските литератури)
- гл. ас. д-р Камен Рикев (история на полската литература; полски истор. и култ. реалии)
- гл. ас. Елена Дараданова (история на сръбската, хърватската и словенската литература; история на славянските литератури)
- гл. ас. д-р Славея Димитрова (история на чешката и словашката литература; история на славянските литератури)
- ас. д-р Владимир Колев (история на украинската литература)
- ас. Тиха Бончева (история на чешката и словашката литература)